# Kadungalloor
Kadungalloor is een census town in het district Ernakulam van de Indiase staat Kerala. 

## Demografie
Volgens de Indiase volkstelling van 2001 wonen er 35451 mensen in Kadungalloor, waarvan 50% mannelijk en 50% vrouwelijk is. De plaats heeft een alfabetiseringsgraad van 81%. 